# Айн-Ель-Лахджель – М'Сіла
Айн-Ель-Лахджель – М'Сіла – газопровід на півночі Алжиру.
В 1981-му ввели в дію газопровід Хассі-Р'Мель – Бордж-Менаель, який передусім подав ресурс блакитного палива до столичного регіону. Втім, того ж року спорудили відгалуження від нього до району М'Сіла довжиною 65 км та діаметром 500 мм, що, зокрема, живило першу чергу ТЕС Мсіла.
Можливо також відзначити, що на початку 2010-х до М’Сіли стала можлива подача ресурсу по газопроводу Баріка – М'Сіла – Бугезуль.